# Ali Al-Khawajah
Ali Al-Khawajah (arabisk: علي الخواجة, født 3. februar 1957) er en kuwaitisk fægter som deltog i de olympiske lege 1976 og 1980.